# لیگ ملی فوتبال

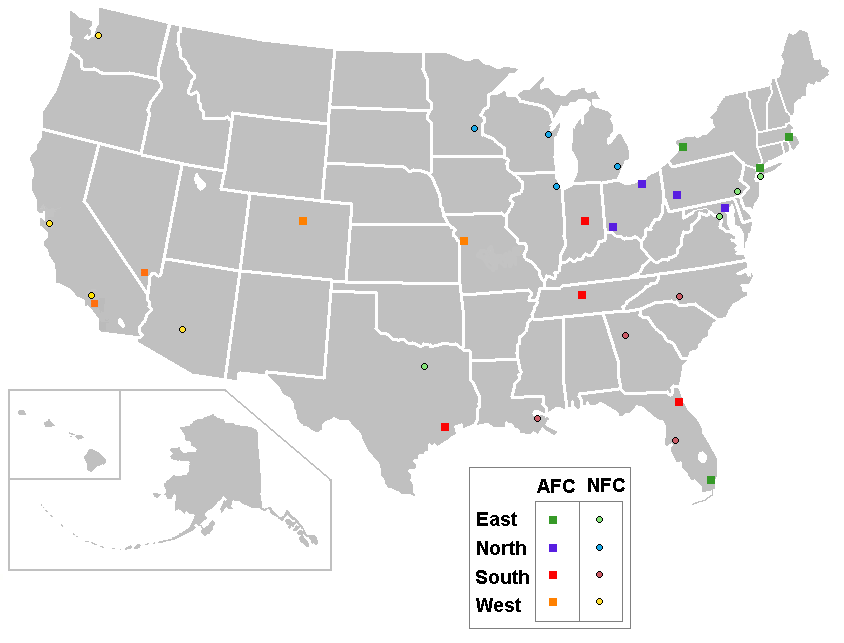
شهرهای عضو لیگ و چگونگی تقسیم بندی مسابقات لیگ به هشت گروه در دو کنفرانس ای اف سی و ان اف سی.

لیگ ملی فوتبال (به انگلیسی: National Football League) یا ان‌اف‌ال (NFL)، لیگ حرفه‌ای فوتبال آمریکایی بزرگسالان آمریکا و معتبرترین لیگ فوتبال آمریکایی در جهان است. ان‌اف‌ال با سقف قراردارد های سفت و سخت، وکالت آزاد و سیستم حواله به طرق مختلف برای برقراری توازن طراحی شده‌.
این لیگ که در ۱۹۲۰ تأسیس شد، در حال حاضر با شرکت ۳۲ تیم برگزار می‌شود.
مسابقات ان‌اف‌ال هر سال به‌طور دوره‌ای و رفت‌وبرگشت در دو همایش  و   کنفرانس فوتبال آمریکا (انگلیسی: Conference American Football) و  کنفرانس ملی فوتبالNational)انگلیسی:  Football Conference)  که هر کدام در ۴ منطقه از آمریکای شمالی برگزار می‌گردد.
مسابقات این لیگ، هر ساله در سپتامبر آغاز شده و در اوایل ژانویه با برگزاری مسابقات سوپربول (انگلیسی: Super Bowl) پایان می‌یابند. (سوپربال مسابقه سالانه ی فوتبال آمریکایی قهرمانی لقگ فوتبال ملی آمریکاست، که بالاترین سطح حرفه ای فوتبال آمریکایی در جهان است)
مسابقات ان اف ال از نظر میانگین تعداد تماشاچیان در هر بازی رتبه اول جهان در میان تمام ورزش‌ها را دارد. به‌طور مثال در سال ۲۰۰۶ و ۲۰۰۷، میانگین حضور تماشاچیان در هر بازی بیش از ۶۷٬۰۰۰ نفر بود.
تیم‌های آمریکایی ان اف ال حتی در ورزشگاه ومبلی در لندن نیز مسابقات برگزار می‌کنند.

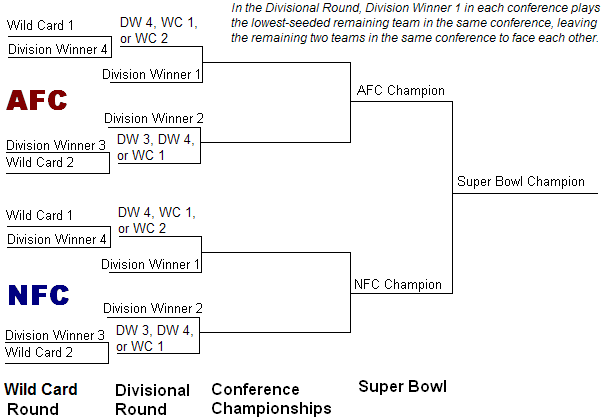
چگونگی برگزاری مسابقات لیگ ان اف ال

## ایرانیان در ان‌اف‌ال
از میان ایرانیان آمریکا که در لیگ ان اف ال می‌توان به این افراد اشاره کرد:
- شهریار پوردانش (به انگلیسی: Shar Pourdanesh)، بازیکن سابق تیم واشینگتن ردسکینز[۷]
- تورج هوشمندزاده (به انگلیسی: T. J. Houshmandzadeh) بازیکن سابق تیم سینسینتی بنگالز[۸]
- اریک بختیاری (به انگلیسی: Eric Bakhtiari) بازیکن سابق تیم سانفرانسیسکو ۴۹رز[۹]

سارا شاهی از هلهله‌چیان مشهور تیم دالاس کاوبویز بوده‌است.
همچنین مارتین خدابخشیان فرزند مانوک خدابخشیان گزارشگر و مفسر فوتبال آمریکایی شبکهٔ ESPN می‌باشد